# Saison 2011-2012 de Blackburn Rovers
Maillots
Chronologie
Saison précédente Saison suivante
La saison 2011-2012 de Blackburn Rovers sera la 11e saison consécutive du club en Premier League. En plus du championnat, Blackburn disputera cette saison la FA Cup et la Carling Cup.

## Transferts

### Mercato d'été

#### Arrivées
| Date         | Type           | Prix     | Joueur           | Ancien club          | Championnat                   |
| Juillet 2011 | -              | Indéfini | Myles Anderson   | Aberdeen FC          | Scottish Premier League       |
| Août 2011    | Achat          | 3.20 M€  | David Goodwillie | Dundee United        | Scottish Premier League       |
| Août 2011    | Achat          | 3 M€     | Radosav Petrović | FK Partizan Belgrade | Jelen SuperLiga               |
| Août 2011    | Fin de contrat | Gratuit  | Bruno Ribeiro    | Grêmio Prudente      | Campeonato Brasileiro Série B |
| Août 2011    | Achat          | 2.30 M€  | Simon Vukčević   | Sporting CP          | Liga ZON Sagres               |
| Août 2011    | Achat          | 1.70 M€  | Yakubu Aiyegbeni | Everton FC           | Premier League                |
| Août 2011    | Achat          | 8 M€     | Scott Dann       | Birmingham City      | Football League Championship  |
| Août 2011    | Achat          | 1.10 M€  | Jordan Slew      | Sheffield United     | Football League One           |

Total dépenses : 19.30 M€

#### Départs
| Date           | Type           | Prix     | Joueur              | Nouveau club          | Championnat                  |
| Mai 2011       | Vente          | 0.45 M€  | Frank Fielding      | Derby County          | Football League Championship |
| Juin 2011      | Fin de contrat | Gratuit  | Zurab Khizanishvili | Kayserispor           | Spor Toto Süper Lig          |
| Juin 2011      | Fin de contrat | Gratuit  | Jason Brown         | Aberdeen FC           | Scottish Premier League      |
| Juin 2011      | Vente          | 20.60 M€ | Phil Jones          | Manchester United     | Premier League               |
| Juin 2011      | Fin de contrat | Gratuit  | Michael Potts       | York City             | Conference National          |
| 30 juin 2011   | Prêt           | -        | Tom Hitchcock       | Plymouth Argyle       | Football League Two          |
| Juillet 2011   | Fin de contrat | -        | Maceo Rigters       | -                     | -                            |
| Juillet 2011   | Fin de contrat | -        | Jordan Bowen        | -                     | -                            |
| Juillet 2011   | Fin de contrat | -        | Damilola Ajagbe     | -                     | -                            |
| Juillet 2011   | Fin de contrat | -        | Andy Parry          | -                     | -                            |
| Juillet 2011   | Vente          | Indéfini | Toni Vastić         | Bayern Munich         | Bundesliga                   |
| Juillet 2011   | Fin de contrat | -        | Benjani             | Portsmouth FC         | Football League Championship |
| Juillet 2011   | Vente          | Indéfini | Aaron Doran         | Inverness CT          | Scottish Premier League      |
| Août 2011      | Vente          | 7.30 M€  | Nikola Kalinić      | Dnipro Dnipropetrovsk | Ukrainian Premier League     |
| Août 2011      | Vente          | Indéfini | Gavin Gunning       | Dundee United         | Scottish Premier League      |
| Août 2011      | Vente          | Indéfini | Brett Emerton       | Sydney FC             | A-League                     |
| 2 août 2011    | Prêt           | -        | Jake Kean           | Rochdale              | Football League Championship |
| 12 août 2011   | Prêt           | -        | Keith Andrews       | Ipswich Town          | Football League One          |
| Septembre 2011 | Fin de contrat | -        | El Hadji Diouf      | -                     | -                            |

Total recettes : 28.35 M€

## Matchs
Source : Rovers.co.uk

## Classements

### Premier League
Le Blackburn Rovers termine le championnat à la dix-neuvième place avec 8 victoires, 7 matchs nuls et 23 défaites. Une victoire rapportant trois points et un match nul un point, Bolton totalise 31 points.
Extrait du classement de Premier League 2011-2012
| Rang                                 | Équipe              | Pts | J  | G  | N  | P  | Bp | Bc | Diff |
| ------------------------------------ | ------------------- | --- | -- | -- | -- | -- | -- | -- | ---- |
| 15                                   | Wigan Athletic      | 43  | 38 | 11 | 10 | 17 | 42 | 62 | -20  |
| 16                                   | Aston Villa         | 38  | 38 | 7  | 17 | 14 | 37 | 53 | -16  |
| 17                                   | Queens Park Rangers | 37  | 38 | 10 | 7  | 21 | 43 | 66 | -23  |
| 18                                   | Bolton Wanderers    | 36  | 38 | 10 | 6  | 22 | 46 | 77 | -31  |
| 19                                   | Blackburn Rovers    | 31  | 38 | 8  | 7  | 23 | 48 | 78 | -30  |
| 20                                   | Wolverhampton       | 25  | 38 | 5  | 10 | 23 | 40 | 82 | -42  |
| Relégation en Championship 2012-2013 |                     |     |    |    |    |    |    |    |      |